# Indocalamus hirsutissimus
Indocalamus hirsutissimus là một loài thực vật có hoa trong họ Hòa thảo. Loài này được Z.P.Wang & P.X.Zhang mô tả khoa học đầu tiên năm 1985.